# 白柳雅文
白柳 雅文（しらやなぎ まさふみ、1964年4月23日 - ）は、日本の実業家、映画プロデューサー、作家、二つの社会福祉法人の理事・評議員を務める。「株式会社エイト」代表取締役会長。「株式会社プラス・ワン」代表取締役社長。株式会社プラス・ワンは吉本興業のエンタメショップやグッズの販売運営企画を担っている。 北島三郎邸の2軒隣の会員制のTHE GURAND HILLS HACHIOJI CLUBのオーナー。東京都八王子市生まれ。

## 来歴
東京都立日野高等学校卒業後、23歳の時に1987年7月に株式会社エイト商事（現在の株式会社エイト）を設立。
- カトリック故白柳誠一枢機卿は叔父にあたる。

- JRAの馬主でもある。キングエイト、サワヤカマックスなどの馬主としての登録がある。最近は、TUBEの前田亘輝と共有しているとの話がある。

- 1995年のマカオグランプリのジャッキーチェン主催のエキシビションマッチの10台のレースの1台のスポンサーを株式会社エイトが務める。その他車のスポンサーは、DENON,adidas,SHELL,YAOHAN、TOUBO　CATS、など大手が務めた。

- 映画製作では『GONIN2』と『ワイルド7』に関わり、制作統括として2015年公開の『神様はバリにいる』を手がける。

- 2014年に『一流になりたければ、エリートより落ちこぼれに聞きなさい』を『あさ出版』から出版。

- 日本でいちばん大切にしたい会社の著者の法政大学の坂本光司教授の大学院で講演会を行った。

- 近藤真彦が主催するKONDO RACINGのスポンサーを2023年より務めている。[1]

- 令和5年11月11日12日に八王子のエスフォルタアリーナで行われるヒロミがアンバサダーの『八王子魂フェスティバル』の総合プロデューサーを務める。八王子を盛り上げる会の事務局長。

- 令和7年6月14日15日に第2回『八王子魂フェスティバル』が行われる旨の発表がされた。

## プロデュースした作品
- 『神様はバリにいる』（2015年） - プロデューサー[2]

## 著書
- 『一流になりたければ、エリートより落ちこぼれに聞きなさい』(2014年）- 作家[3]

## THE GRAND HILLS HACHIOJI CLUB 会員及び訪問者
- 阿部サダヲ
- 宮藤官九郎
- ヒロミ
- 萩生田光一
- 鈴木宗男
- 丸川珠代
- 高橋みなみ
- ROLAND
- 北山たけし
- 細川たかし
- 飯窪春菜
- 綾小路翔
- まちゃまちゃ
- ハチミツ二郎
- なかやまきんに君
- ファンキー加藤
- モン吉
- LITTLE
- 高橋ヒロム
- ゴスペラーズ
- 黒沢薫
- 李闘士男
- 前田亘輝
- 上地雄輔
- YOU
- ジャスティス岩倉
- ニューロティカ
- 北島三郎
- 阿井英二郎
- 大島公一
- アンジャッシュ
- 渡部建
- 大原がおり 他

- ニューロティカと氣志團の綾小路翔のPV撮影が行われた。

## 交友関係
- 萩生田光一衆議院議員の後援会の事務局長を務めている。萩生田夫婦と一緒にマカオに旅行した件を週刊新潮に報じられる。[4]）
- 島田紳助と親交があり、島田紳助の誕生日会に毎年出席をしている。
- ヒロミとは、八王子の同学年でBS日テレのヒロミの八王子会の撮影でオーナーを務める　THE　GRAND　HILLS　HACHIOJI　CLUBを提供している[5]。
- ニューロティカのあっちゃんとは、友人関係。
- 映画監督　李闘士男とは家族ぐるみの付き合いをしていると自身のブログで紹介をしている。
- 元日本ハムファイターズのヘッドコーチの阿井英二郎との親しい関係を自身のブログで紹介している。